# Henning von Thadden
Henning von Thadden (* 24. September 1898 in Brieg; † 18. Mai 1945 in Vordingborg) war ein deutscher Generalleutnant.

## Herkunft und Ausbildung
Von Thadden war der Sohn des Offiziers und Regimentskommandeurs Wilhelm von Thadden. Er besuchte von 1903 bis 1915 Schulen in Schweidnitz, Frankfurt (Oder) und Magdeburg. An der Ritterakademie in Liegnitz legte er sein Abitur ab und trat während des Ersten Weltkriegs im Juni 1915 als Fähnrich in das Grenadier-Regiment „König Wilhelm I.“ (2. Westpreußisches) Nr. 7 der Preußischen Armee in Liegnitz ein. Thadden avancierte Ende September 1915 zum Leutnant und nahm ab November 1915 an den Kämpfen in Frankreich teil. Er wurde mehrfach verwundet und nach Kriegsende in die Reichswehr übernommen, wo er in verschiedenen Regimentern diente.

## Militärische Laufbahn
| Datum                                        | Dienstgrad      |
| -------------------------------------------- | --------------- |
| 24. September 1915                           | Leutnant        |
| 1. April 1925                                | Oberleutnant    |
| 1. Juni 1932                                 | Hauptmann       |
| 16. März 1936                                | Major           |
| 1. März 1939 (mit Wirkung vom 1. April 1938) | Oberstleutnant  |
| 1. April 1941                                | Oberst          |
| 1. April 1943                                | Generalmajor    |
| 1. Juli 1944                                 | Generalleutnant |

Im Jahr 1930 war er im Stab des 4. Division, 1934 fand er sich in Breslau im Stab des Militärbezirks VIII.
Zu Beginn des Zweiten Weltkriegs war Thadden als Oberstleutnant während des Überfalls auf Polen im Stab des XVII. Armeekorps. 1940 war er in gleicher Funktion am Westfeldzug beteiligt.
Als Chef des Stabes des XVII. Armeekorps nahm er 1941 am Angriff auf die Sowjetunion teil. Von März 1943 bis Juli 1943 war er Chef des Stabes der 7. Armee.

## Attentat vom 20. Juli 1944
Vom 10. Juli 1943 bis zum 31. Dezember 1944 war Thadden Chef des Stabes im Wehrkreiskommando I in Königsberg. In dieser Funktion als Befehlshaber des Königsberger Wehrkreises war er am 20. Juli 1944 beim Attentat auf Hitler durch Claus Schenk Graf von Stauffenberg in unmittelbarer Nähe, nachdem er zusammen mit diesem und General der Infanterie Walter Buhle, Chef des Heeresstabes beim OKW, eine Unterredung gehabt hatte.

## Familie
Während seiner Führergehilfenausbildung an der Infanterieschule Dresden von 1930 bis 1933 heiratete Thadden im Juli 1931 in Berlin die 18-jährige Waise Marie-Luise Neutze. Aus der Ehe gingen zwei Söhne und eine Tochter hervor.

## Verwundung, Tod und Beisetzung
Am 27. Februar 1945 übernahm er von Generalleutnant Hans Schittnig das Kommando über die 1. Infanterie-Division und wurde in Ausübung dieses Kommandos am 16. April 1945 (andere Quellen: 26. April 1945) bei Fischhausen in Ostpreußen schwer verwundet.
Nachdem Thadden nach Saßnitz verlegt worden war, erhielt seine Familie Ende April 1945 von dort die letzte Nachricht. Schließlich nach Dänemark verlegt, starb Henning von Thadden am 18. Mai 1945 im Feld-Lazarett 187 in Vordingborg. Anderen Urkunden zufolge sei er im Feld-Lazarett 4/608 verstorben.
Thadden wurde auf der Kriegsgräberstätte in Kastrup auf der Insel Seeland bestattet.

## Trivia
Im Film Stauffenberg wird von Thadden 2004 von Wilfried Hochholdinger verkörpert.